# Двайт Лодевегес
Двайт Лодевегес (нід. Dwight Lodeweges, нар. 26 жовтня 1957, Тернер-Веллі) — нідерландський футболіст, що грав на позиції захисника. По завершенні ігрової кар'єри — тренер. З 2023 року входить до тренерського штабу «Аякса».

## Ігрова кар'єра
Народжений у Канаді гравець свій перший професійний контракт уклав з нідерландським «Гоу Егед Іглз» 1975 року. Утім у дорослому футболі дебютував лише 1979 року, повернувшись до Канади і приєднавшись до складу «Едмонтон Дріллерс».
Згодом у сезоні 1982/83 таки провів низку матчів за «Гоу Егед Іглз» у першості Нідерландів, після чого знову грав у Північній Америці спочатку за «Монреаль Манік», а згодом за «Міннесота Страйкерс».
У 1988–1989 роках знову був гравцем «Гоу Егед Іглз», після чого перейшов на тренерську роботу.

## Кар'єра тренера
Протягом перщої половини 1990-х входив до тренерського штабу «Гоу Егед Іглз», після чого перейшов на самостійну тренерську роботу.
Попрацювавши на чолі тренерських штабів таких команд як ВВОГ, «Зволле» та «Гронінген», на початку 2000-х знову повернувся до роботи асистента головного тренера.
2004 року став помічником співвітчизника Сефа Вергоссена у тренерському штабі еміратської «Аль-Джазіри», згодом попрямував за Вергоссеном до Японії, де тандем працював із командою «Нагоя Грампус», після чого асистував йому у команді ПСВ Ейндговен. Протягом частини 2009 року вже сам був головним тренером ейндговенської команди.
Протягом наступного десятиріччя актвно працював на клубному рівні, змінивши низку нідерландських команд, а також встигнувши потренувати канадський «Едмонтон» та японський «ДЖЕФ Юнайтед».
2019 року прийняв пропозицію стати помічником Роналда Кумана у тренерському штабі національної збірної Нідерландів, а після того як Куман залишив національну команду аби очолити «Барселону», саме Лодевегес керував діями «помаранчевих» під час двох ігор Ліги націй УЄФА у вересні 2020 року.
До створеного новим головним тренером збірної Франком де Буром тренерського штабу Лодевегес не потрапив і невдовзі повернувся до клубної роботи.
2023 року став асистентом Моріса Стейна у тренерському штабі «Аякса».
| Дата     | Місто     | Господарі  | Результат | Гості  | Турнір                  | Голи | Примітки |
| -------- | --------- | ---------- | --------- | ------ | ----------------------- | ---- | -------- |
| 4-9-2020 | Амстердам | Нідерланди | 1 – 0     | Польща | Ліга націй УЄФА 2020-21 | -    |          |
| 7-9-2020 | Амстердам | Нідерланди | 0 – 1     | Італія | Ліга націй УЄФА 2020-21 | -    |          |
| Усього   |           | Матчів     | 2         |        | Голів                   | '    |          |